# Гавловские
Гавловские (пол. Gawłowski) — польско-русский дворянский род, герба Остоя.
Существует с середины XVI века. Ближайший родоначальник ныне существующей ветви, Владислав Гавловский, подписал акт избрания Августа II на польский престол (1697). Его потомство внесено в VI часть родословной книги Подольской губернии.
Несомненно, одного происхождения с могилевскими Гавловскими, записанными во II части родословной книги.